# 皮埃尔弗
皮埃尔弗（法語：Pierrefeu，法語發音：[pjɛʁfø]）是法国滨海阿尔卑斯省的一个市镇，位于该省中部偏南，属于尼斯区。

## 地理
皮埃尔弗（43°51'50"N, 7°5'31"E）面积22.27 平方千米，位于法国普罗旺斯-阿尔卑斯-蓝色海岸大区滨海阿尔卑斯省，该省份为法国东南部沿海省份，南濒地中海，西南至瓦尔省，西北接上普罗旺斯阿尔卑斯省，北部和东部与意大利接壤。
与皮埃尔弗接壤的市镇（或旧市镇、城区）包括：阿斯克罗斯、孔塞居德、屈埃布里、莱费尔、马洛塞讷、罗凯斯泰龙、图东、瓦尔河畔维拉尔。

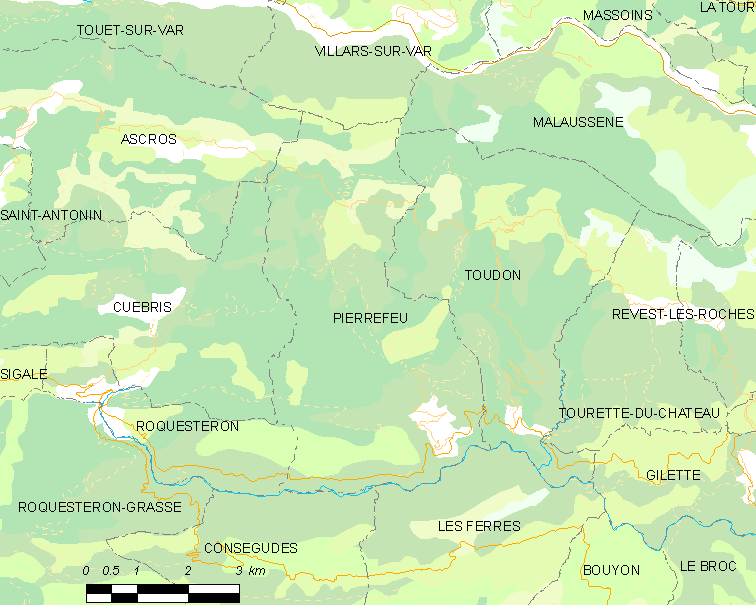
皮埃尔弗的OSM定位图

皮埃尔弗的时区为UTC+01:00、UTC+02:00（夏令时）。

## 行政
皮埃尔弗的邮政编码为06910，INSEE市镇编码为06097。

## 政治
皮埃尔弗所属的省级选区为旺斯县。

## 人口

1962-2008年间皮埃尔弗人口变化图示

皮埃尔弗于2022年1月1日时的人口数量为339人。